# Boone (Iowa)
Boone és una població dels Estats Units a l'estat d'Iowa. Segons el cens del 2000 tenia 12.803 habitants.

## Demografia
Segons el cens del 2000, Boone tenia 12.803 habitants, 5.313 habitatges, i 3.363 famílies. La densitat de població era de 553,6 habitants per km².
Dels 5.313 habitatges en un 30,2% hi vivien nens de menys de 18 anys, en un 51% hi vivien parelles casades, en un 9,8% dones solteres, i en un 36,7% no eren unitats familiars. En el 31,5% dels habitatges hi vivien persones soles el 13,8% de les quals corresponia a persones de 65 anys o més que vivien soles. El nombre mitjà de persones vivint en cada habitatge era de 2,34 i el nombre mitjà de persones que vivien en cada família era de 2,94.
Per edats la població es repartia de la següent manera: un 24,3% tenia menys de 18 anys, un 9,5% entre 18 i 24, un 27,2% entre 25 i 44, un 21,4% de 45 a 60 i un 17,6% 65 anys o més.
L'edat mediana era de 38 anys. Per cada 100 dones de 18 o més anys hi havia 85,4 homes.
La renda mediana per habitatge era de 38.179 $ i la renda mediana per família de 48.213 $. Els homes tenien una renda mediana de 32.106 $ mentre que les dones 22.119 $. La renda per capita de la població era de 18.995 $. Entorn del 5,4% de les famílies i el 8,4% de la població estaven per davall del llindar de pobresa.

## Poblacions més properes
El següent diagrama mostra les poblacions més properes.